# Maxwell Finland Award
Der Maxwell Finland Award (Maxwell Finland Award for Scientific Achievement) der National Foundation for Infectious Diseases wird seit 1988 jährlich für Forschungen zu Infektionskrankheiten und öffentlicher Gesundheit (Public Health) verliehen. Er ist nach Maxwell Finland benannt.
Die Infectious Diseases Society of America vergibt noch eine Maxwell Finland Lectureship.

## Preisträger
- 1988: C. Everett Koop
- 1989: Anthony S. Fauci
- 1991: P. Roy Vagelos
- 1992: Mary Lasker und Michael E. DeBakey
- 1993: Arthur Ashe
- 1994: Elizabeth Dole
- 1995: Dale Bumpers und Betty Bumpers
- 1996: Paul G. Rogers
- 1997: Joshua Lederberg
- 1998: Maurice Hilleman
- 1999: Stanley Falkow
- 2000: R. Gordon Douglas, Jr.
- 2001: Robert Austrian
- 2002: Jerome O. Klein
- 2003: George W. Comstock
- 2004: George McCracken, Jr.
- 2005: John G. Bartlett
- 2006: Robert C. Moellering, Jr.
- 2007: Herbert L. DuPont
- 2008: Martin S. Hirsch
- 2009: Stanley A. Plotkin
- 2010: Richard P. Wenzel
- 2011: R. Palmer Beasley
- 2012: George L. Drusano
- 2013: Paul Offit
- 2014: Richard L. Guerrant
- 2015: Samuel L. Katz
- 2016: Diane E. Griffin
- 2017: Myron M. Levine
- 2018: Kathryn M. Edwards
- 2019: Anne A. Gershon
- 2020: Claire V. Broome
- 2021: William A. Petri
- 2022: Barney S. Graham
- 2024: Ighovwerha Ofotokun
- 2025: Rino Rappuoli